# Soulgé-sur-Ouette
Soulgé-sur-Ouette ist eine französische Gemeinde mit 1.060 Einwohnern (Stand: 1. Januar 2022) im Département Mayenne in der Region Pays de la Loire. Sie gehört zum Arrondissement Laval und zum Kanton L’Huisserie. Die Einwohner werden Soulgéens und Soulgéennes genannt.

## Geographie
Soulgé-sur-Ouette liegt an der Ouette, etwa zehn Kilometer östlich von Laval. Umgeben wird Soulgé-sur-Ouette von den Nachbargemeinden Argentré im Nordwesten und Norden, La Chapelle-Rainsouin im Norden und Nordosten, Vaiges im Osten und Südosten, Saint-Georges-le-Fléchard im Südosten und Süden, Bazougers im Süden und Südwesten sowie Louvigné im Westen.

## Geschichte
1978 wurden die bis dahin eigenständigen Kommunen Soulgé-le-Bruant und Nuillé-sur-Ouette zusammengelegt.

## Bevölkerungsentwicklung
| Jahr                       | 1962 | 1968 | 1975 | 1982 | 1990 | 1999 | 2006 | 2019 |
| -------------------------- | ---- | ---- | ---- | ---- | ---- | ---- | ---- | ---- |
| Einwohner                  | 539  | 527  | 748  | 817  | 889  | 971  | 1073 | 1109 |
| Quellen: Cassini und INSEE |      |      |      |      |      |      |      |      |

## Sehenswürdigkeiten
- Pfarrkirche Saint-Médard, zwischen 1875 und 1881 errichtet
- Ehemalige Kirche Saint-Martin in Nuillé aus dem 11. Jahrhundert, seit 1997 als Monument historique eingeschrieben
- Unterkunft Le Haut-Rocher aus dem 14. Jahrhundert, seit 1989 als Monument historique eingeschrieben
- Haus, genannt Schloss Les Arcis aus dem 19. Jahrhundert

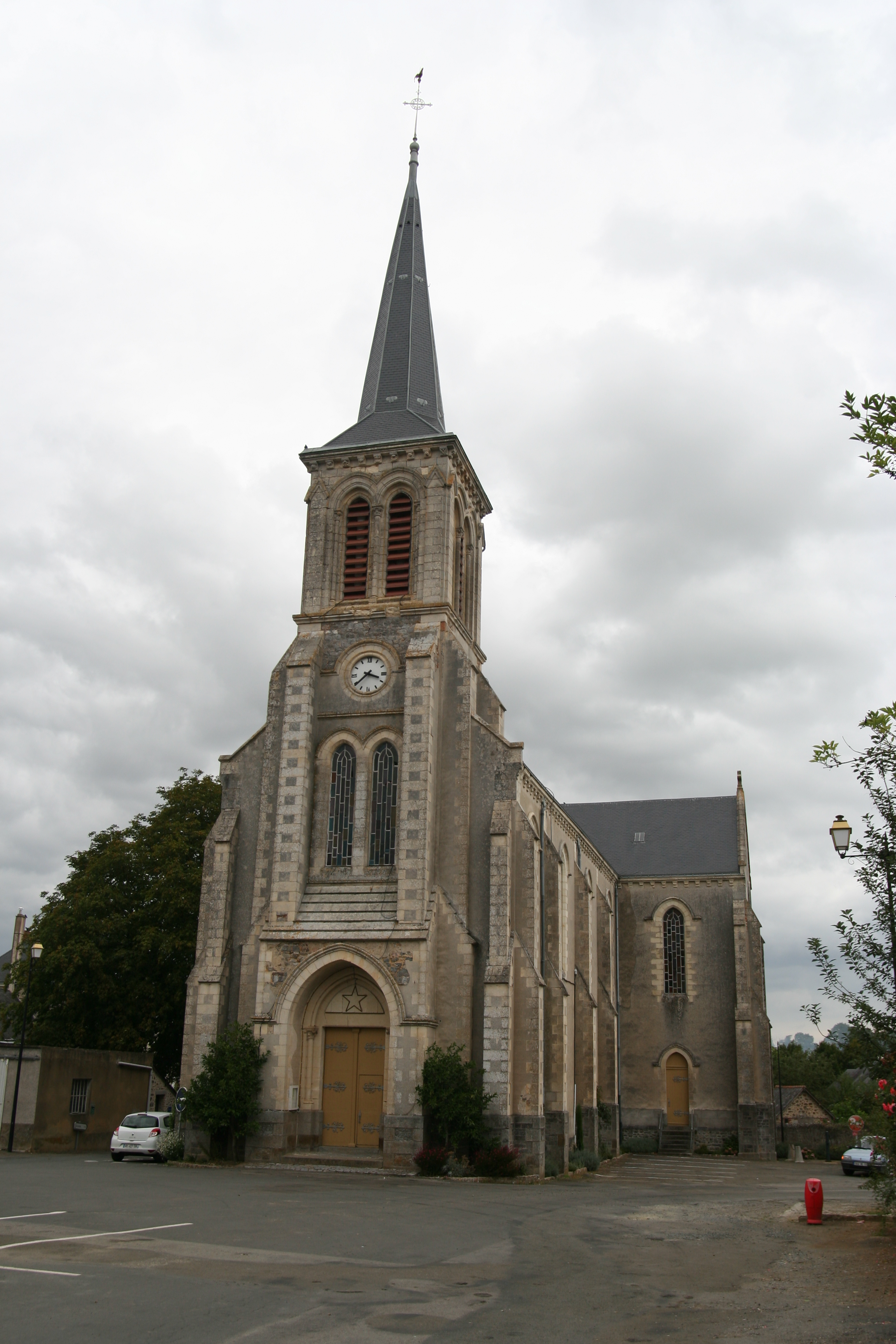
Kirche Saint-Médard
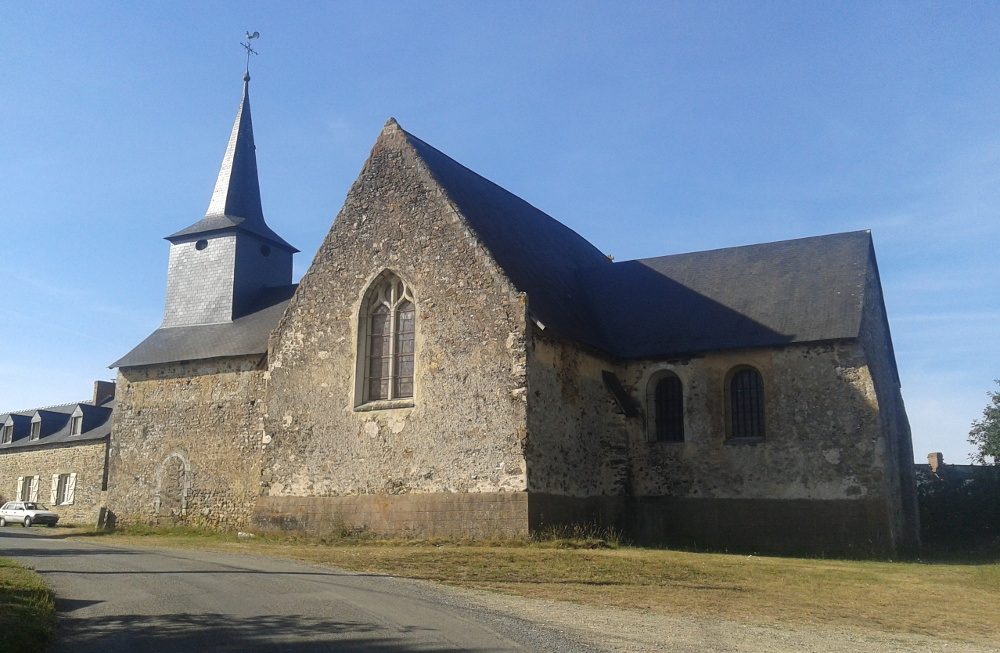
Ehemalige Kirche Saint-Martin

## Persönlichkeiten
- Raymond Delatouche (1906–2002), Historiker und Agronom, hat in Soulgé-sur-Ouette gewohnt